# Austin Idol
Dennos “Mike” McCord (26 de octubre de 1949), más conocido por su nombre en el ring de “Universal Heartthrob” Austin Idol, es un ex luchador profesional estadounidense y actual promotor de lucha libre. Trabajó para la American Wrestling Association, National Wrestling Alliance y algunos territorios del Sureste de Estados Unidos.
Entre sus logros destacan haber conseguido 4 veces el Campeonato Internacional Peso Pesado de la AWA y 3 veces el Campeonato Sureño Peso Pesado de la AWA.

## Biografía
McCord nació el 26 de octubre de 1949 y se graduó de la Robinson High School en Tampa, Florida. Actualmente vive junto con su hijo y su esposa en Tampa. En 1975, sobrevivió a un accidente aéreo.
Después de retirarse de la lucha libre profesional, trabajó como vendedor de bienes raíces e inversionista. En julio de 2009, anunció su intención de postularse para la alcaldía de Tampa en el año 2011.

## Carrera

### Promociones del Sureste y Accidente en avión (1972-1975)
En 1972, empezó a luchar bajo el nombre de Austin Idol y se convirtió en una superestrella en algunas promociones del sureste, ganando muchos títulos en United States Wrestling Association, Georgia Championship Wrestling, Texas All-Star Wrestling y territorios del Medio Atlántico. En 1975, McCord viajaba en un avión pequeño junto con Gary Hart y Bobby Shane, el cual se estrelló en Tampa Bay, Florida, quitándole la vida a Shane. 

### National Wrestling Alliance (1978-1984)
Después de un periodo de inactividad para recuperarse de sus dos tobillos rotos, nuevamente volvió al ring, con 100 libras menos, con su cabello teñido rubio y con un nuevo nombre luchistico, "Universal Heartthrob" Austin Idol. Idol desafió en varias ocasiones por el Campeonato Mundial Peso Pesado de la NWA a Harley Race (1980) y a Ric Flair (1981-1984).

### American Wrestling Association (1981-1990)
Idol es bien conocido por su feudo contra Jerry “The King” Lawler en los territorios de la AWA y CWA. En 1981, Idol disfrazado como un luchador mexicano le dio el "Top Rated Wrestler in Mexico" a Lawler y lo premió con una paliza. Luego, en una entrevista de Idol, dijo que eliminaría a Lawler del territorio de Memphis. El 27 de abril de 1987, Idol derrotó a Lawler en un Steel Cage Match ganando el Campeonato Sureño Peso Pesado de la AWA. 

### Memphis Power Pro Wrestling (1991-1998)
Idol en 1990 ya estaba semirretirado. Luchó muy pocas veces después de ese año. Además, promovió su propia promoción en Alabama en 1993. Después de aparecer en el primer show de la Memphis Power Pro Wrestling en 1998, se retiró oficialmente.

## En Lucha
- Movimientos finales
  - Las Vegas Leglock (Figure Four Leglock)
- Movimientos de firma
  - Elbow Smash
  - Knee Drop
  - Sleeper Hold
  - Piledriver
- Managers
  - Jimmy Hart
  - Paul E. Dangerously
  - Eddie Sturgill
  - Tyrus

## Campeonatos y logros
- All Japan Pro Wrestling
  - PWF World Tag Team Championship (1 vez) - con Stan Hansen
- Continental Wrestling Association
  - AWA Southern Heavyweight Championship (3 veces)
  - AWA Southern Tag Team Championship (1 vez) - con Jerry Lawler
  - CWA International Heavyweight Championship (4 veces)
  - CWA World Heavyweight Championship (1 vez)
  - CWA World Tag Team Championship (3 veces) - con Dutch Mantel (2) y Jerry Lawler (1)
- Georgia Championship Wrestling
  - NWA Georgia Heavyweight Championship  (1 vez)
  - NWA Georgia Tag Team Championship (1 vez) - con Masked Superstar
  - NWA Georgia Television Championship (2 veces)
  - NWA National Heavyweight Championship
- Southeastern Championship Wrestling
  - NWA Alabama Heavyweight Championship (2 veces)
  - NWA Southeastern Heavyweight Championship (Northern Division) (3 veces)
  - NWA Southeastern Heavyweight Championship (Southern Division) (1 vez)
- Texas All-Star Wrestling
  - TAS Heavyweight Championship (1 vez)
- World Championship Wrestling (Australia)
  - NWA Austra-Asian Tag Team Championship (1 vez) - con Jimmy Golden
- Pro Wrestling Illustrated
  - PWI Luchador más inspirador del año - 1975
  - Situado en el Nº72 en los PWI 500 de 1991[1]
  - Situado en el Nº191 en los PWI 500 de 1992[2]
  - Situado en el Nº193 dentro de los 500 mejores luchadores de la historia - PWI Years, 2003
- Wrestling Observer Newsletter
  - WON Feudo del año - 1987 con Tommy Rich vs. Jerry Lawler